# Daniele 7
Daniele 7 è il settimo capitolo del libro di Daniele in cui il profeta racconta la visione di Daniele di quattro regni dell'uomo sostituiti dall'unico regno di Dio, simboleggiati da quattro animali i quali escono dal mare, e l'Antico dei Giorni (Dio) siede in giudizio su di loro, e "uno come un figlio dell'uomo" riceve la gloria eterna.
Una guida angelica spiega a Daniele come le bestie rappresentino regni e re terrestri, l'ultimo dei quali farà guerra ai "santi dell'Altissimo" ma verrà sconfitto, dando ai santi il dominio e il potere eterno.
Matteo 26 unisce Dn 7 (il figlio dell'uomo che viene con potenza e Florio fra le nubi) al regale Salmo 110 che fa riferimento a un re assisola destra do DIO Padre e sacerdote in eterno alla maniera di Melchisedec. 